# Bodil Bredsdorff
Bodil Bredsdorff, född  3 mars 1951 i Hillerød, är en dansk barnboksförfattare.
Bredsdorff gick två år på Konsthantverkskolans reklamtecknarlinje men avbröt studierna för att i stället utbilda sig till småbarnspedagog och skrev sitt specialarbete om barnlitteratur.
Tillsammans med Lilian Brøgger, som hon träffat på Konsthantverkskolan, skapade hon de socialrealistika bilderböckerna om Linda. Det har bara börjat är en ungdomsroman.
Böckerna om Kråkviken utspelar sig i en obestämd tid men definitivt förr i tiden och på en obestämd plats. Men Bredsdorff har själv berättat att hon blev inspirerad av Skottlands karga och sköna natur. Livet är hårt, för att överleva måste man klara av att ständigt arbeta, till exempel med fiske och fårskötsel. Men för att klara av sorgen behöver man också vänskapen.

## Böcker översatta till svenska
- ill. av Dorte Salicath (1977). Det har bara börjat (Det hele er lige begyndt)
- teckningar av Lilian Brøgger (1979). Linda vill inte gå hem (Da Linda ikke ville hjem)
- teckningar av Lilian Brøgger (1980). Lindas mamma är busschaufför (Lindas mor er busschauffør)
- teckningar av Lilian Brøgger (1983). Marias mamma (Marias mor bor alene)
- Pigerne i Villa Sorrento

Barnen i Kråkviken:
1. Kråkungen. 1995 (Krageungen)
2. Eidi. 1996 (Eidi)
3. Tink. 1996 (Tink)
4. Alek. 1997 (Alek)

## Priser och utmärkelser
- Barnbibliotekariernas kulturpris 1982 tills. med Lilian Brøgger för serien om Linda
- Kulturministeriets barnbokspris 1995 för serien Kråkviken (Krageungen, Eidi, Tink och Alek)
- Mildred L. Batchelder Award 2005 för Kråkungen